# Liebertwolkwitz
Liebertwolkwitz – osiedle miasta Lipska w Saksonii w Niemczech. Leży w południowo-wschodniej części miasta, przynależy do okręgu administracyjnego Südost.
Miejscowość założona prawdopodobnie w VII lub VIII w. jako osada słowiańska. Pierwsza udokumentowana wzmianka o miejscowości Niwolkesthorp pochodzi z 1040. W 1999 miejscowość włączono w granice Lipska.
Graniczy z miastem Markkleeberg i gminą Großpösna.